# Ayoze Pérez
Ayoze Pérez Gutiérrez (phát âm tiếng Tây Ban Nha: [aˈʝoθe ˈpeɾeθ]; sinh ngày 29 tháng 7 năm 1993) là một cầu thủ bóng đá chuyên nghiệp người Tây Ban Nha hiện đang chơi ở vị trí tiền đạo hoặc tiền vệ tấn công cho câu lạc bộ La Liga Betis. Anh khởi nghiệp ở đội bóng quê nhà CD Tenerife, nơi anh giành được một vài giải thưởng cá nhân cho màn thể hiện xuất sắc của mình tại Segunda División mùa 2013-14, trước khi gia nhập Newcastle với giá 3 triệu euro. Cầu thủ này còn từng đại diện cho Tây Ban Nha thi đấu quốc tế ở lứa U-21.

## Sự nghiệp câu lạc bộ

### Tenerife
Sinh ra tại Santa Cruz de Tenerife, quần đảo Canaria, Pérez kết thúc đợt tập huấn với đội bóng địa phương Tenerife, có trận ra mắt ở đội B của câu lạc bộ ở mùa 2011-12 tại giải Hạng tư. Anh góp mặt trong đội một tại giải Hạng ba trong mùa bóng kế tiếp, ra sân 16 trận và ghi 1 bàn giúp Blanquiazules trở lại giải Hạng hai sau 2 năm vắng mặt. Sau khi gây ấn tượng ở đầu mùa 2013, Pérez chơi trận đấu chuyên nghiệp đầu tiên của mình vào ngày 18 tháng 1, khởi đầu với thất bại sân khách 1-0 trước Alcorcón. Anh có pha lập công đầu tiên - bàn thắng bạc vào ngày 29 tháng 11 trong trận thắng sân nhà 1-0 trước Real Madrid Castilla.

### Newcastle United
Ngày 5 tháng 6 năm 2014, Pérez từ chối lời mời gọi từ Real Madrid, Barcelona và Porto để gia nhập câu lạc bộ tại giải Ngoại hạng Anh Newcastle United với mức phí ước tính 3 triệu euro. Thỏa thuận được xác nhận sau đó 1 ngày. Anh có trận ra mắt đội bóng mới vào ngày 17 tháng 8 khi thay thế đồng đội tân binh Emmanuel Rivière ở phút 83 trong thất bại 1-0 trước các nhà đương kim vô địch Manchester City trên sân nhà.
Anh có pha lập công đầu tiên tại giải đấu vào ngày 26 tháng 10, trong trận thắng sân khách 1-0 trước Tottenham Hotspur. 6 ngày sau, khi vào sân thay thế Papiss Cissé ở giữa hiệp, anh ghi bàn thắng duy nhất của trận đấu để đả bại Liverpool và giúp Newcastle giành chiến thắng thứ tư liên tiếp. Ngày 9 tháng 11, Pérez có bàn thắng thứ ba tại giải trong trận thắng sân khách 2-0 trước West Bromwich Albion. Anh ít ghi bàn thường xuyên hơn ở nửa sau mùa giải khi Newcastle thi đấu bết bát, nhưng bàn thắng cân bằng tỉ số của cầu thủ này trước cùng những đội bóng trên vào ngày 9 tháng 5 năm 2015 đã kết thúc mạch 8 thất bại liên tiếp dưới thời John Carver, qua đó giúp Newcastle trụ hạng thành công.
Pérez ghi bàn thắng đầu tiên của Newcastle trong trận hòa sân khách 2-2 trước nhà đương kim vô địch Chelsea vào ngày 26 tháng 9 năm 2015. Ngày 18 tháng 10, anh góp một bàn thắng trong trận thắng giòn giã 6-2 trước Norwich City, chiến thắng đầu tiên của họ trong mùa giải. Anh ghi một pha lập công duy nhất trong thắng lợi sân khách 1-0 trước Bournemouth vào ngày 7 tháng 11, cũng là pha sút trúng đích duy nhất của Newcastle trong trận này. Ngày 13 tháng 12, anh vào sân từ ghế dự bị và ghi bàn ở phút bù giờ ấn định chiến thắng trước Tottenham Hotspur, đưa Newcastle thoát khỏi vị trí xuống hạng.

### Leicester City
Ngày 4 tháng 7 năm 2019, Perez ký một bản hợp đồng dài 4 năm với Leicester City với giá 30 triệu bảng. Anh có trận ra mắt cho Leicester trong trận hòa sân khách 1-1 với đối thủ Wolverhampton Wanderers vào ngày 11 tháng 8. Ngày 25 tháng 10 năm 2019, Perez ghi bàn thắng đầu tiên cho đội bóng mới, để rồi trên đà lập nên cú hat-trick trong chiến thắng 9-0 trên sân khách trước Southampton. Cú hat-trick của anh và đồng đội Jamie Vardy trong trận này đã đánh dấu lần thứ hai 2 cầu thủ cùng lập hat-trick trong một trận đấu tại giải Ngoại hạng Anh, kể từ bộ đôi Robert Pirès và Jermaine Pennant của Arsenal làm được vào năm 2003.

## Sự nghiệp cấp đội tuyển
Ngày 29 tháng 8 năm 2014, Pérez được triệu tập lần đầu tiên lên đội tuyển U-21 quốc gia Tây Ban Nha cho các trận đấu tại Vòng loại giải vô địch U-21 châu Âu 2015 với các đối thủ Hungary và Áo. Anh có trận ra mắt tuyển U-21 khi vào sân ở phút 77 thay thế Munir El Haddadi trước Hungary vào ngày 4 tháng 9.

## Thống kê sự nghiệp

### Câu lạc bộ
Tính đến 26 tháng 5 năm 2024
| Câu lạc bộ        | Mùa giải       | Giải quốc nội      | Giải quốc nội | Giải quốc nội | Cúp Quốc gia | Cúp Quốc gia | Cúp Liên đoàn | Cúp Liên đoàn | Châu Âu | Châu Âu | Khác | Khác | Tổng cộng | Tổng cộng |
| Câu lạc bộ        | Mùa giải       | Hạng đấu           | Trận          | Bàn           | Trận         | Bàn          | Trận          | Bàn           | Trận    | Bàn     | Trận | Bàn  | Trận      | Bàn       |
| ----------------- | -------------- | ------------------ | ------------- | ------------- | ------------ | ------------ | ------------- | ------------- | ------- | ------- | ---- | ---- | --------- | --------- |
| Tenerife B        | 2011–12        | Tercera División   | 18            | 6             | —            | —            | —             | —             | —       | —       | —    | —    | 18        | 6         |
| Tenerife B        | 2012–13        | Tercera División   | 17            | 5             | —            | —            | —             | —             | —       | —       | —    | —    | 17        | 5         |
| Tenerife B        | Tổng cộng      | Tổng cộng          | 35            | 11            | —            | —            | —             | —             | —       | —       | —    | —    | 35        | 11        |
| Tenerife          | 2012–13        | Segunda División B | 16            | 1             | 0            | 0            | —             | —             | —       | —       | —    | —    | 16        | 1         |
| Tenerife          | 2013–14        | Segunda División   | 34            | 16            | 1            | 0            | —             | —             | —       | —       | —    | —    | 35        | 16        |
| Tenerife          | Tổng cộng      | Tổng cộng          | 50            | 17            | 1            | 0            | —             | —             | —       | —       | —    | —    | 51        | 17        |
| Newcastle United  | 2014–15        | Premier League     | 36            | 7             | 0            | 0            | 3             | 0             | —       | —       | —    | —    | 39        | 7         |
| Newcastle United  | 2015–16        | Premier League     | 34            | 6             | 1            | 0            | 2             | 0             | —       | —       | —    | —    | 37        | 6         |
| Newcastle United  | 2016–17        | Championship       | 36            | 9             | 2            | 0            | 3             | 3             | —       | —       | —    | —    | 41        | 12        |
| Newcastle United  | 2017–18        | Premier League     | 36            | 8             | 1            | 2            | 0             | 0             | —       | —       | —    | —    | 37        | 10        |
| Newcastle United  | 2018–19        | Premier League     | 37            | 12            | 3            | 1            | 1             | 0             | —       | —       | —    | —    | 41        | 13        |
| Newcastle United  | Tổng cộng      | Tổng cộng          | 179           | 42            | 7            | 3            | 9             | 3             | —       | —       | —    | —    | 195       | 48        |
| Leicester City    | 2019–20        | Premier League     | 33            | 8             | 2            | 0            | 5             | 0             | —       | —       | —    | —    | 40        | 8         |
| Leicester City    | 2020–21        | Premier League     | 14            | 2             | 1            | 0            | 0             | 0             | 9       | 1       | 1    | 0    | 25        | 3         |
| Leicester City    | 2021–22        | Premier League     | 14            | 2             | 1            | 0            | 0             | 0             | 9       | 1       | 1    | 0    | 25        | 3         |
| Leicester City    | 2022–23        | Premier League     | 8             | 0             | 1            | 0            | 4             | 1             | —       | —       | —    | —    | 13        | 1         |
| Leicester City    | Tổng cộng      | Tổng cộng          | 80            | 12            | 10           | 1            | 10            | 1             | 13      | 1       | 1    | 0    | 114       | 15        |
| Real Betis (mượn) | 2022–23        | La Liga            | 19            | 3             | —            | —            | —             | —             | 2       | 1       | —    | —    | 21        | 4         |
| Real Betis        | 2023–24        | La Liga            | 31            | 9             | 1            | 0            | —             | —             | 6       | 2       | —    | —    | 38        | 11        |
| Real Betis        | Tổng cộng      | Tổng cộng          | 50            | 12            | 1            | 0            | —             | —             | 8       | 3       | —    | —    | 59        | 15        |
| Tổng sự nghiệp    | Tổng sự nghiệp | Tổng sự nghiệp     | 394           | 94            | 19           | 4            | 19            | 4             | 21      | 4       | 1    | 0    | 454       | 106       |

### Quốc tế
Tính đến ngày 14 tháng 7 năm 2024
| Đội tuyển quốc gia | Năm  | Trận | Bàn |
| ------------------ | ---- | ---- | --- |
| Tây Ban Nha        | 2024 | 2    | 1   |
| Tổng               | Tổng | 2    | 1   |

Bàn thắng và kết quả của Tây Ban Nha được để trước.
| # | Ngày               | Địa điểm                                        | Đối thủ | Bàn thắng | Kết quả | Giải đấu |
| - | ------------------ | ----------------------------------------------- | ------- | --------- | ------- | -------- |
| 1 | 5 tháng 6 năm 2024 | Sân vận động Nuevo Vivero, Badajoz, Tây Ban Nha | Andorra | 1–0       | 5–0     | Giao hữu |

1. ↑  Tây Ban Nha – Cúp Nhà vua; Anh – Cúp FA
2. ↑  Anh – Cúp Liên đoàn Anh
3. ↑  UEFA Champions League, UEFA Europa League và UEFA Conference League
4. ↑  Siêu cúp Tây Ban Nha và Siêu cúp Anh

## Danh hiệu
Newcastle United
- EFL Championship: 2016–17[34]

Leicester City
- FA Cup: 2020–21
- FA Community Shield: 2021

Tây Ban Nha
- UEFA European Championship: 2024[35]

Cá nhân
- Cầu thủ hay nhất tháng Segunda División: tháng 3 năm 2014, tháng 4 năm 2014
- Cầu thủ đột phá Segunda División: 2013–14
- Tiền vệ tấn công xuất sắc nhất Segunda División: 2013–14
- Đội hình tiêu biểu mùa giải Segunda División: 2013–14[36]